# کیلر تون
کیلر تون (انگلیسی: Killer Toon; کره‌ای: 더 웹툰: 예고살인) یک فیلم فیلم دلهره‌آور ترسناک روانشناختی سال ۲۰۱۳ کره جنوبی به کارگردانی کیم یونگ گیون و با بازی لی شی-یونگ و اوم کی-جون است.